# Carema
Carema là một đô thị ở tỉnh Torino trong vùng Piedmont, có vị trí cách khoảng 60 km về phía bắc của Torino, nước Ý. Tại thời điểm ngày 31 tháng 12 năm 2004, đô thị này có dân số 754 người và diện tích là 10,5 km².
Carema giáp các đô thị: Perloz, Lillianes, Donnas, Pont-Saint-Martin, Settimo Vittone, và Quincinetto.

## Quá trình biến động dân số

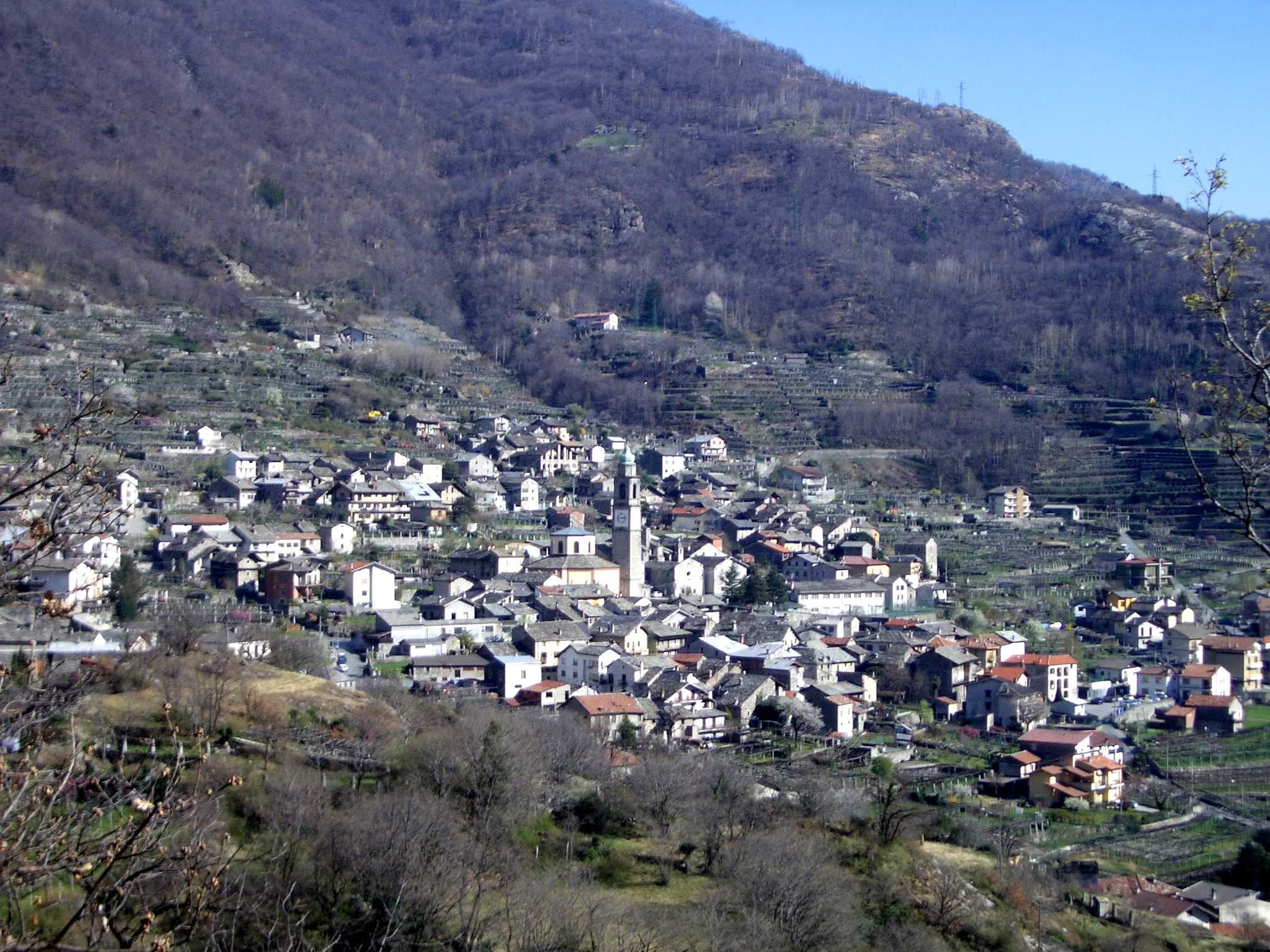
Carema
(landscape)